# Travis Himberight
Travis Himberight – kanadyjski zapaśnik w stylu wolnym. Brązowy medal na mistrzostwach panamerykańskich w 1993 roku.